# Hydeas
Hydeas (altgriechisch Ὑδέας Hydéas) ist eine Figur der griechischen Mythologie.
Er war Vater jener Asteria, die später dem berühmten Helden Bellerophontes den Hydissos gebar.